# ペッリコ・マロンチェッリ裁判
ペッリコ・マロンチェッリ裁判（イタリア語: Processo Maroncelli-Pellico）は、1821年にオーストリア帝国が実施した裁判である。シルヴィオ・ペッリコ、ピエーロ・マロンチェッリを含む数名の愛国者たちが裁判にかけられ、厳罰を言い渡された。

## 背景

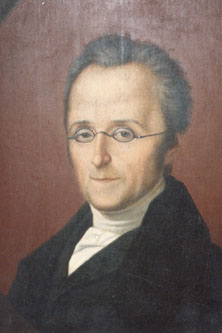
裁判にかけられたシルヴィオ・ペッリコ

シルヴィオ・ペッリコは1818年にビブリオテーカ＝イタリアーナを抜けてロマン主義雑誌『コンチリアトーレ』を創刊し、ロンバルディアにおける愛国的文学者の中心人物となっていた。一方でピエーロ・マロンチェッリは音楽家でありながらカルボナリに入党し革命を志向、コンチリアトーレ創刊に協力するなどしていた。このため二人は、以前からオーストリア帝国当局から監視をされていたものの、逮捕・投獄には至っていなかった。
1820年には南イタリアでナポリ革命が発生。この動きに触発されたピエーロ・マロンチェッリはロンバルディア中の文学者と連絡を取り、イタリア諸邦の連合体を作ることを主張した。また予てより友好関係を築いていたシルヴィオ・ペッリコをカルボナリに誘った。その際の様子をマロンチェッリは手紙に認め弟のフランチェスコに送ったが、その手紙はマロンチェッリを警戒していたオーストリア帝国当局の手に渡る。この結果、ピエーロ・マロンチェッリはカルボナリに加入していた罪で逮捕され、またカルボナリに関わった嫌疑が掛けられたシルヴィオ・ペッリコも1週間後に追って逮捕された。
この二人が逮捕された事で愛国者は連鎖的に次々逮捕された。コンチリアトーレの執筆者の一人であったジャン・ドメニコ・ロマニョーシや、コンチリアトーレ創刊に資金提供したフェデリーコ・コンファロニエリ、カルボナリ党員であった舞台俳優のアンジェロ・カノーヴァ、経済学者のアデオダート・レッシ、医師のジャコモ・レツィアなどが主要な人物である。

## 判決

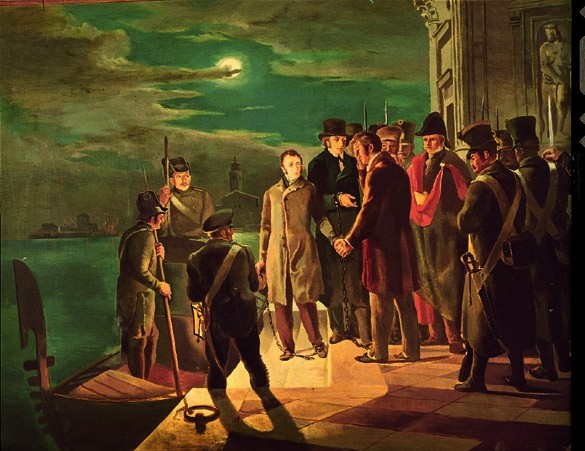
有罪判決を受けたシルヴィオ・ペッリコとピエーロ・マロンチェッリが移送を開始する様子

フェデリーコ・コンファロニエリは単独の裁判で死刑判決が（後に終身刑に減刑）、ジャン・ドメニコ・ロマニョーシも独自に無罪判決が下されていたが、シルヴィオ・ペッリコ、ピエーロ・マロンチェッリ、アンジェロ・カノーヴァ、アデオダート・レッシ、ジャコモ・レツィアはヴェネツィアにて共同で裁判を受けることになった。なお、この五名の事前調査はオーストリア人のアントニオ・サルヴォッティが請け負った。
1821年12月6日には裁判が開かれ、シルヴィオ・ペッリコ、ピエーロ・マロンチェッリ、アンジェロ・カノーヴァの三名には死刑判決が、アデオダート・レッシ、ジャコモ・レツィアの二人には終身刑という重い判決が下された。

## 減刑
しかし1822年、オーストリア皇帝のフランツ1世は死刑執行後の民衆の反発などを恐れて減刑を認め、五名は以下のように減刑された。
・ピエーロ・マロンチェッリ　懲役20年
・シルヴィオ・ペッリコ　懲役15年
・アンジェロ・カノーヴァおよびアデオダート・レッシ　懲役5年
・ジャコモ・レツィア　懲役3年
刑務所はペッリコとマロンチェッリの場合はスピルバーグ要塞、残りの三名はリュブリャナ城となった。